# Fort voor het water
Het Fort voor het water is een kunstwerk, een vorm van land art, van Jeroen van Westen, gelegen tussen Emmer-Compascuum en Roswinkel. Het is in het jaar 2000 aangelegd, en het enige gerealiseerde onderdeel van het kunstproject Was getekend, de Runde. Het ligt in een, in het kader van dit kunstwerk aangelegde, meander van de Nieuwe Runde. 

## De locatie: Schans Roswinkel
Fort voor het water ligt op de plaats waar tot ongeveer 1920 de Schans Roswinkel lag. Deze schans werd aangelegd in de achttiende eeuw, en was een onderdeel van de verdedigingslinie in het Bourtangermoeras, de Linie van de Eems. De naam van het kunstwerk en de wallen die het omgeven verwijzen naar dit voormalige fort.

## Het kunstwerk
Het kunstwerk bestaat uit de volgende elementen: aarde, water, cortenstaal, lexaanplaten, waterpomp en een knuppelpad.
Binnen de aarden wallen liggen ijzeren platen met daarop woorden die bij het veengebied horen, zoals verdwijnende dialectwoorden en woorden die de maaginhoud benoemen van het veenlijk van Erica, die voornamelijk bestond uit de resten van planten en dieren van het toenmalige veengebied.
Het kunstwerk is te gebruiken als openluchttheater. Bij het Waterschap Hunze en Aa's kan men volgens het begeleidende informatiebord hiervoor toestemming vragen.

## Opknapbeurt
In 2023 werd het kunstwerk door de eigenaar, het Waterschap Hunze en Aa's, opgeknapt. Daarbij werd slib uit de binnenzijde van  het fort verwijderd; de door algenaanslag en veroudering ondoorzichtig geworden kunststof platen in de balustrade vervangen door vlechtmatten van betonijzer; het knuppelpad over het uit het fort stromende water hersteld; het voetpad rond het fort en de grondwaterpomp vernieuwd.